# Dipper Pines
Dipper Pines (tên thật là Mason Pines), là một nhân vật trong loạt phim hoạt hình viễn tưởng Gravity Falls. Nhân vật được lồng tiếng bởi Jason Ritter, và đựoc dựa trên một phần tuổi thơ của người sáng tạo Alex Hirsch. Dipper là nhân vật duy nhất xuất hiện trong tất cả các tập của Gravity Falls.
Dipper có làn da trắng, cùng mái tóc rối và chiếc mũi nhỏ có màu đậm hơn. Cậu thường mặc một chiếc áo gi lê màu xanh dương, chiếc áo phông màu cam đỏ, chiếc quần xám và đôi giày đen. Cậu đội một chiếc mũ có hình cây thông màu xanh dương, và mang một đôi tất trắng. Cậu còn có một vết bớt hình chòm sao Đại Hùng trên đầu, đây cũng là lý do mà cậu có biệt danh Dipper.
Dipper có đại diện là cây thông trong cung hoàng đạo Gravity Falls, khá trùng hợp khi trong hầu hết phim, cậu luôn đeo một chiếc mũ có hình cây thông trên đó.

## Tiểu sử trong Gravity Falls
Dipper sinh ngày 31 tháng 8 năm 1999 tại Piedmont, California. Khi còn nhỏ, cậu đã được mẹ dạy điệu nhảy "Lamby Lamby Dance". Dipper và chị mình, Mabel, không lớn lên trong môi trường tôn giáo, nhưng cả hai vẫn tham dự các lễ hội như Halloween. Dipper có một vết bớt hình chòm sao Đại Hùng trên trán, và cậu thường hay bị trêu chọc vì điều này. Chính vì vậy, cậu đã để tóc dài để che vết bớt từ khi còn nhỏ.

Cậu bé 13 tuổi thông minh, tò mò và rất thích phiêu lưu, dù hơi nhút nhát và thường bị trêu chọc. Dipper được bố mẹ gửi đến Gravity Falls cùng người chị Mabel. Dipper đã vô tình phát hiện ra một quyển sách có bàn tay 6 ngón và con số 3 ở giữa, ghi lại những điều huyền bí tại Gravity Falls trong lúc cậu đang đóng biển quảng cáo cho ông bác Stan của mình. 
1. ↑  Alex, Zalben (ngày 15 tháng 6 năm 2012). "Interview: Alex Hirsch Returns To His Weird, Monster-Filled Childhood In Disney's 'Gravity Falls'". MTV News. Lưu trữ bản gốc ngày 28 tháng 5 năm 2020.
2. ↑  "@LightPhillip Mabel is older by 5 minutes. She uses this as an excuse to tell Dipper "I'll tell you when you're older" It drives him nuts". Twitter. Truy cập ngày 13 tháng 6 năm 2023.
3. ↑  Tập 5 mùa 1, The Inconveniencing